# Aberdare East
Aberdare East (en anglais) ou Dwyrain Aberdâr (en gallois) est une communauté du borough de comté de Rhondda Cynon Taf, au pays de Galles.

## Géographie
Aberdare East est située dans le nord-est du borough de comté de Rhondda Cynon Taf. Elle comprend la ville même d'Aberdare et le village voisin d'Abernant (en).

## Histoire
L'ancienne communauté d'Aberdare est scindée entre Aberdare East et Aberdare West en 2016, en application du Rhondda Cynon Taf (Communities) Order 2016.

## Démographie
Au recensement de 2011, le ward d'Aberdare East comptait 6 561 habitants.